# Трусов Андрій Андрійович
Андрій Андрійович Трусов (7 квітня 2000, Миколаївка, Слов'янський район, Донецька область) — український плавець, чемпіон Європи, світу та Паралімпійських ігор. Майстер спорту міжнародного класу. Представляє Донецьку область.

## Біографія
Почав тренуватися 2011 року в Слов'янську. Тренери — Андрій Казначеєв, Світлана Казначеєва.
- 2015 — Майстер спорту України.
- 2018 — Майстер спорту України міжнародного класу.

Був визнаний одним з 10 найкращих спортсменів 2019 року в Донецькій області.
Навчається в Донбаському педагогічному університеті.

## Участь у міжнародних змаганнях
- Чемпіонат Європи з плавання, Ірландія 2018 (Дублін)
  - 1 місце на дистанції: 50 м вільним стилем;
  - 2 місце на дистанції: 50 м батерфляєм;
  - 3 місце на дистанції: 100 м вільним стилем;
  - 4 місце на дистанції: 400 м вільним стилем;
  - 5 місце на дистанції: 100 м брасом;
  - 6 місце на дистанції: 100 м на спині;
  - 9 місце на дистанції: 200 м комплексне плавання.
- Чемпіонат світу з плавання, Велика Британія 2019 (Лондон)
  - 1 місце на дистанції: 50 м вільним стилем (рекорд світу);
  - 2 місце на дистанціях: 400 м вільним стилем, 4×100 м вільним стилем, естафета;
  - 3 місце на дистанціях: 100 м вільним стилем, 200 м на спині;
  - 4 місце на дистанціях: 50 м батерфляєм, 100 м на спині;
  - 12 місце на дистанції: 100 м брасом.
- Чемпіонат Європи з плавання, Португалія 2021 (Фуншал)
  - 1 місце на дистанціях: 50 м батерфляєм (рекорд Європи), 50 м вільним стилем, 400 м вільним стилем;
  - 2 місце на дистанціях: 100 м вільним стилем, 4×100 м вільним стилем, естафета;
  - 3 місце на дистанціях: 100 м на спині, 200 м комплексне плавання;
  - 4 місце на дистанціях: 100 м брасом, 4×100 м комплексне плавання, естафета.

### Літні Паралімпійські ігри 2020
Уперше брав участь у Паралімпійських іграх у 2020 році в Токіо у віці 21 року – був наймолодшим членом української команди. Здобув дві золоті (100 метрів на спині та заплив на 50 метрів), три срібні та одну бронзову нагороди для збірної України. Установив на іграх світовий та паралімпійський рекорди у плаванні на спині на дистанції 50 метрів.
| Змагання                       | Збірна    | Вагова категорія                                                                                | Місце  |
| ------------------------------ | --------- | ----------------------------------------------------------------------------------------------- | ------ |
| Літні Паралімпійські ігри 2020 | · Україна | Плавання на літніх Паралімпійських іграх 2020 — Чоловіки, 100 м на спині (S7)                   | Золото |
| Літні Паралімпійські ігри 2020 | · Україна | Плавання на літніх Паралімпійських іграх 2020 — Чоловіки, 50 м вільним стилем (S7)              | Золото |
| Літні Паралімпійські ігри 2020 | · Україна | Плавання на літніх Паралімпійських іграх 2020 — Чоловіки, 400 м вільним стилем (S7)             | Срібло |
| Літні Паралімпійські ігри 2020 | · Україна | Плавання на літніх Паралімпійських іграх 2020 — Чоловіки, 200 м, індивідуальна комбінація (SM7) | Срібло |
| Літні Паралімпійські ігри 2020 | · Україна | Плавання на літніх Паралімпійських іграх 2020 — Чоловіки, 50 м батерфляєм (S7)                  | Срібло |
| Літні Паралімпійські ігри 2020 | · Україна | Плавання на літніх Паралімпійських іграх 2020 — Чоловіки, естафета 4×100 м вільним стилем       | Бронза |
| Літні Паралімпійські ігри 2020 | · Україна | Плавання на літніх Паралімпійських іграх 2020 — Чоловіки, 100 м брасом (SB6)                    | 7      |

## Відзнаки та нагороди
- Орден «За заслуги» II ст. (18 вересня 2024) — За досягнення високих спортивних результатів на ХVІІ літніх Паралімпійських іграх у місті Парижі (Французька Республіка), виявлені самовідданість та волю до перемоги, утвердження міжнародного авторитету України[5]
- Орден «За заслуги» III ст. (16 вересня 2021) — За значний особистий внесок у розвиток паралімпійського руху, досягнення високих спортивних результатів на XVI літніх Паралімпійських іграх у місті Токіо (Японія), виявлені самовідданість та волю до перемоги, утвердження міжнародного авторитету України[6]